# Näverkärr
Näverkärr este o arie protejată (arie specială de conservare — SAC, sit de importanță comunitară — SCI) din Suedia întinsă pe o suprafață de 234,6 ha, integral pe uscat.

## Localizare
Centrul sitului Näverkärr este situat la coordonatele 58°20′51″N 11°21′59″E / 58.3475°N 11.3665°E.

## Înființare
Situl Näverkärr a fost declarat sit de importanță comunitară în decembrie 1995 pentru a proteja 1 specie de animale. Situl a fost protejat și ca arie specială de conservare în martie 2011.

## Biodiversitate
Situată în ecoregiunile boreală și marină Atlantică, aria protejată conține 13 habitate naturale: Vegetație anuală la limita mareei, Recifuri, Păduri de stejar sau de stejar și carpen sub-atlantice și medio-europene de Carpinion betuli, Faleze cu vegetație de pe coastele atlantice și baltice, Pășuni atlantice udate de apa mării (Glauco-Puccinellietalia maritimae), Terase mlăștinoase și terase nisipoase neacoperite de apă la reflux, Pajiști fino-scandinave uscate până la mezice, bogate în specii de altitudine mică, Păduri pe pante, grohotișuri și ravene de Tilio-Acerion, Roci stâncoase cu vegetație pionieră de Sedo-Scleranthion sau Sedo albi-Veronicion dillenii, Liziere de ierburi înalte hidrofile de câmpie și de nivel montan până la alpin, Păduri acidofile de stejar bătrân cu Quercus robur pe câmpii nisipoase, Vegetație perenă pe țărmurile stâncoase, Pante stâncoase silicioase cu vegetație casmofită.
La baza desemnării sitului se află o specie protejată de  nevertebrate: Vertigo angustior